# Selliguea echinospora
Selliguea echinospora är en stensöteväxtart som först beskrevs av Tag., och fick sitt nu gällande namn av Fraser-jenk. Selliguea echinospora ingår i släktet Selliguea och familjen Polypodiaceae. Inga underarter finns listade.